# Open Data Index
L'Open Data Index est un indicateur qui liste des pays selon l'ouverture de leurs données publiques (statistiques, cadastres, données environnementales, législations, budget, etc). Il est publié annuellement depuis 2013, par l'Open Knowledge Foundation.